# Lisímaco e Filipe (filhos de Lisímaco)
Lisímaco e Filipe eram dois dos filhos de Lisímaco e Arsínoe II; eles foram cruelmente assassinados a mando de seu tio, Ptolemeu Cerauno, irmão de Arsínoe, quando este se casou com Arsínoe e tomou posse de Cassandreia.